# Andrena tibetica
Andrena tibetica is een vliesvleugelig insect uit de familie Andrenidae. De wetenschappelijke naam van de soort is voor het eerst geldig gepubliceerd in 2005 door Xu & Tadauchi.